# بنجامین چاویس
بنجامین چاویس ( انگلیسی: Benjamin Chavis؛ زادهٔ ۲۲ ژانویهٔ ۱۹۴۸ ) سیاست‌مدار اهل ایالات متحده آمریکا است. او از سیاهپوستان آمریکا و از رهبران حقوق مدنی است.

## زندگی‌نامه
بنجامین چاویس در آکسفورد، کارولینای شمالی متولد شد. چاویس در جوانی مشاور مارتین لوتر کینگ جونیور بود و انگیزش فعالیت مدنی را از وی می‌گرفت تا در جنبش حقوق مدنی سیاهپوستان آمریکا در سالهای ۱۹۵۵ تا ۱۹۶۸ به فعالیت بپردازد. او در سال ۱۹۷۱ در سن ۲۴ سالگی جزو رهبران حقوق مدنی بود و همراه با هشت جوان دیگر به عنوان ده ویلمینگتون معروف شدند. در سال ۱۹۷۱ در ویلمینگتون، کارولینای شمالی این ده نفر به اشتباه به جرم توطئه و آتش‌افروزی به ۲۹ سال زندان محکوم شدند و همه نه نفر منجمله چاویس در حدود یک دهه در زندان به سر بردند تا به‌دنبال تقاضای تجدید نظر در حکم صادر شده همه آنها آزاد شدند.